# Casey Jones

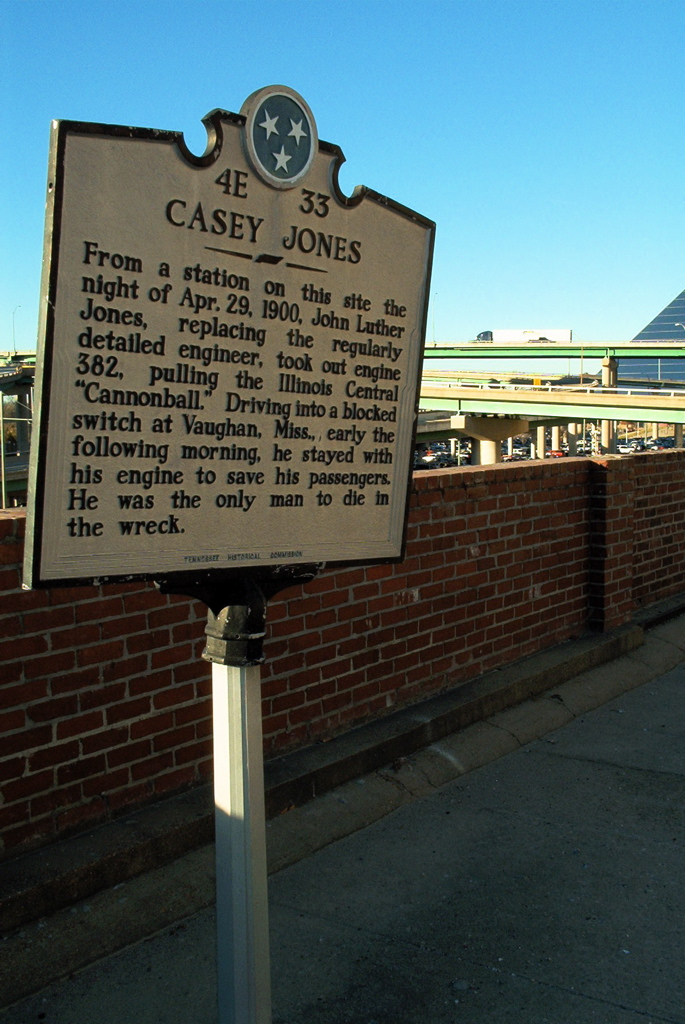
Casey Jones.

Casey Jones (14 de marzo de 1863 - 30 de abril de 1900) fue un maquinista de ferrocarriles de  Jackson, Tennessee, en Estados Unidos.

## Fallecimiento y honores
Casey es principalmente conocido por el accidente de un tren en 1900 en Vaughan, Misisipi. Se dirigían a la estación de conmutación en Vaughan, pero la estación no tenía suficiente sitio para acomodar el tren  allí. Enviaron a guardavías para advertirle, pero por razones desconocidas, nunca se enteró hasta que fue demasiado tarde. En un intento de salvar a los pasajeros, en el que él murió, dejando a una mujer viuda y a tres niños sin un padre, se salvaron todos los pasajeros, y por ese hecho fue luego convertido en un héroe e inmortalizado en una balada por su amigo Wallace Saunders, que se publicó en 1902.